# Felix Dreyschock
Felix Dreyschock   (Leipzig, 27 de desembre de 1860 - Berlín, 1 d'agost de 1906) va ser un pianista alemany, fill de Raimund Dreyschock i nebot d'Alexander Dreyschock.

Va ser deixeble de Friedrich Kiel, Wilhelm Taubert i Heinrich Ehrlich a Berlín, on va començar a donar concerts el 1883.
 A Estocolm va actuar amb èxit el 1886 i el 1889, tant com a virtuós i com a compositor. Va escriure obres majors i menors per a piano, violí, veu, orquestra, etc.